# Niechłonin (gromada)
Niechłonin – dawna gromada, czyli najmniejsza jednostka podziału terytorialnego Polskiej Rzeczypospolitej Ludowej w latach 1954–1972.
Gromady, z gromadzkimi radami narodowymi (GRN) jako organami władzy najniższego stopnia na wsi, funkcjonowały od reformy reorganizującej administrację wiejską przeprowadzonej jesienią 1954 do momentu ich zniesienia z dniem 1 stycznia 1973, tym samym wypierając organizację gminną w latach 1954–1972.
Gromadę Niechłonin z siedzibą GRN w Niechłoninie utworzono – jako jedną z 8759 gromad na obszarze Polski – w powiecie mławskim w woj. warszawskim, na mocy uchwały nr VI/10/8/54 WRN w Warszawie z dnia 5 października 1954. W skład jednostki weszły obszary dotychczasowych gromad Gnojenko, Gruszka, Gnojno, Jabłonowo i Niechłonin ze zniesionej gminy Niechłonin oraz obszar dotychczasowej gromady Petrykozy ze zniesionej gminy Turza w tymże powiecie. Dla gromady ustalono 24 członków gromadzkiej rady narodowej.
1 stycznia 1956 gromadę włączono do powiatu działdowskiego w woj. olsztyńskim.
31 grudnia 1967 z gromady Niechłonin wyłączono: a) odcinek rzeki Działdówki na granicy z gromadą Działdowo w tymże powiecie, włączając go do gromady Działdowo (granicę obu gromad poprowadzono południowym brzegiem nowego koryta rzeki); oraz b) odcinek Działdówki na granicy z gromadą Płośnica w tymże powiecie, włączając go do gromady Płośnica (granicę obu gromad poprowadzono południowym brzegiem nowego koryta rzeki).
Gromada przetrwała do końca 1972 roku, czyli do kolejnej reformy gminnej. 1 stycznia 1973 – tym razem w powiecie działdowskim w woj. olsztyńskim – reaktywowano gminę Niechłonin.